# II. Júda
II. Júda (? – 270 körül)  ókori zsidó nászi (fejedelem) körülbelül 235-től haláláig.
III. Gamáliel fia és utóda volt a tisztségben. Működési területe Tiberias volt. Házasságjogi és vallási döntéseit a Jeruzsálemi Talmud említi, főképp az Abóda Zárá traktátusban. Júda kortársa volt Órigenész keresztény egyházatyának. A feljegyzések szerint Órigenész Gamáliel tanítványai közé tartozott, és később vallási kérdésekről vitákat is folytatott vele.